# Oezboj

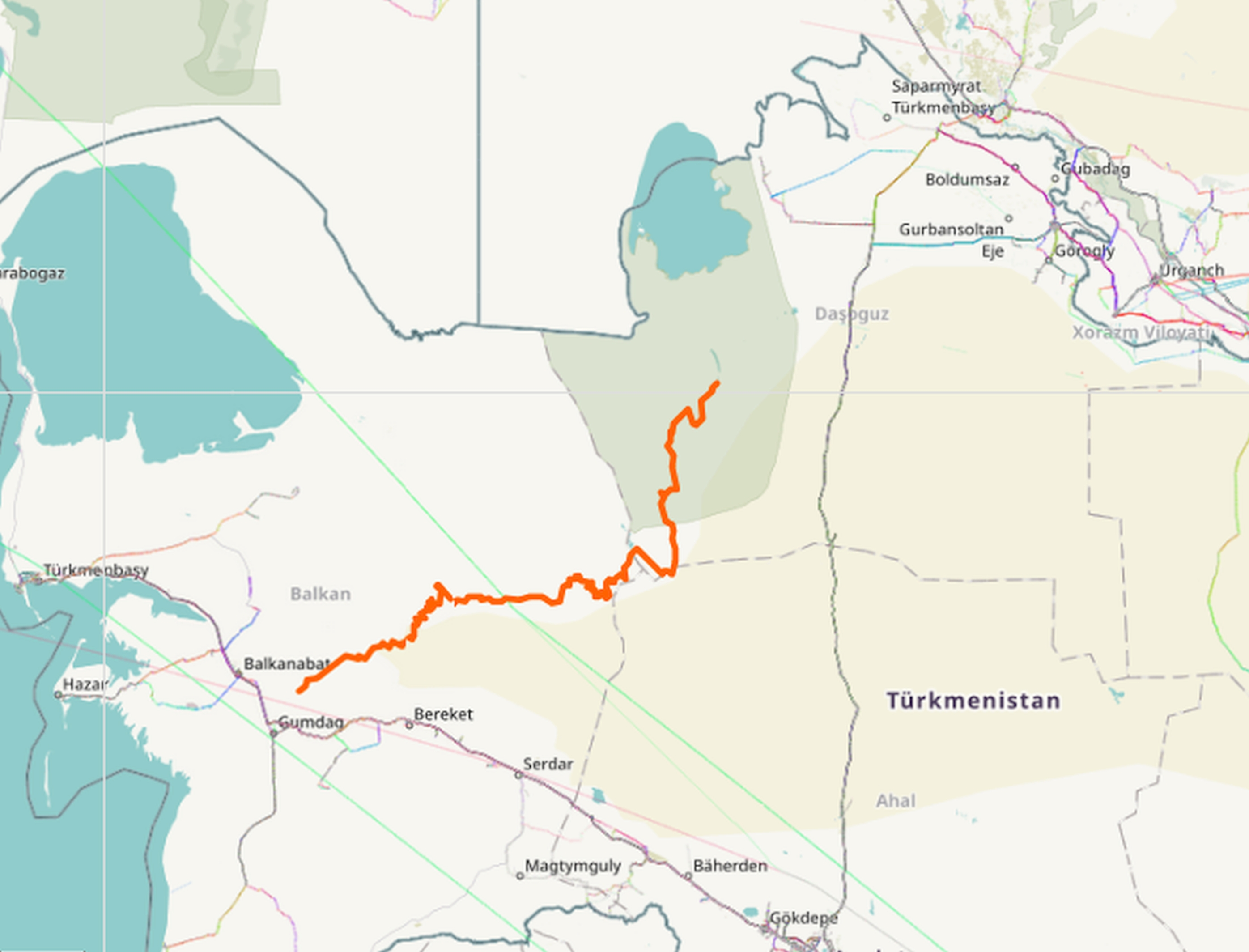
de huidige Oezbojbedding in Turkmenistan

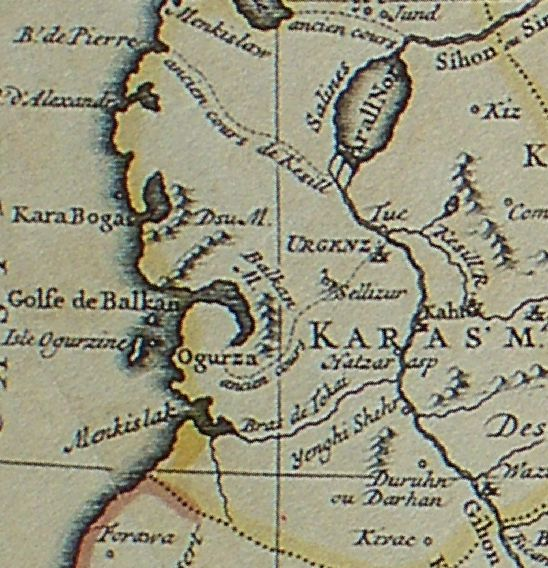
de oezboj (Bras de Tokai) stromend van de Amu Darja (Gihon) naar de Kaspische Zee, weergegeven binnen de grenzen van het kanaat van Chiva (Karasm) op een Franse kaart uit 1734

De Oezboj (Turkmeens: Uzboý) was een aftakking van de Amu Darja die tot de 17e eeuw door het noordwestelijke deel van de Karakum-woestijn van Turkmenistan stroomde.
Nu een droog rivierkanaal en een centrum voor archeologische opgravingen, stroomde de Oezboj uit een zijtak van de Amu Darja via het Sarygamysj-meer naar de Kaspische Zee.
Er bestond een rivierbeschaving langs de oevers van de rivier,  een deel van de oude regio Dahistan, vanaf minstens de 5e eeuw voor tot de 17e eeuw na Christus, toen het water uit de arm van de Amu Darja die de Oezboj had gevoed abrupt ophield met stromen. De Oezboj droogde op en de volkeren die langs de oevers van de rivier hadden gewoond werden abrupt verspreid, waarbij de overlevenden nomadische woestijnbewoners werden.

## Geschiedenis
Op verschillende momenten in het verleden splitsten een of meer takken van de Amu Darja zich af van de Amu Darjadelta, waardoor het water westwaarts naar het zoetwater-Sarygamysjmeer stroomde, en vervolgens door de Oezboj rond 175 km  zuidwaarts tot nabij Igdi, waar het een boog maakte en ongeveer 290 km naar het westen stroomde om via de Bala-Ishem- zoutmoerassen de Kaspische Zee bij de golf van Krasnovodsk te bereiken. Er was een grote waterval bij een plaats genaamd de Leeuwenmuil, en op een gegeven moment verdween de rivier een eind onder de grond.
Alle geografen van de oude Grieken tot de vroege Arabieren meldden dat de Amu Darja de Kaspische Zee binnenstroomde, hoewel hun verslagen vaag zijn. Van de 10e tot de 13e eeuw zijn er geen meldingen meer van een Kaspische monding. Nabij de oude hoofdstad Kunya-Urgench werd mogelijk een dam gebouwd,  welke door de Mongolen toen zij de stad in 1220 plunderden werd verwoest. Er zijn opnieuw meldingen van een Kaspische monding vanaf ongeveer 1310 tot 1575. Het is mogelijk dat de hoofdstroom van het Aralmeer naar de Kaspische Zee was verschoven, waardoor de Kaspische Zee steeg en de Aral zonk. Mogelijk leefde er een aanzienlijke bevolking langs de Oezboj en de landbouwgronden in wat later de moerassen aan de westkant van de Amu Darjadelta werden. Het lijkt erop dat rond 1575 de rechter (oostelijke) tak van de Amu Darja door enkele heuvels brak, waardoor de hoofdstroom naar het Aralmeer verplaatste. Ook werd er vlak bij de oude lokatie een nieuwe dam gebouwd om het resterende water gegen te houden en het te ontzeggen aan de Turkmenen, die de gewoonte hadden de Amu Darjadelta te plunderen. Deze blokkeerde niet alleen de Oezboj, maar zorgde er ook voor dat het Sarygamysj-meer langzaam opdroogde.
Peter de Grote hoorde dat het mogelijk zou zijn de dam door te breken en de Amu Darja naar haar oude kanaal te sturen, waardoor een waterweg van Moskou langs de Wolga, Kaspische Zee en Amu Darja naar het hart van Azië zou ontstaan. Dit leidde onder meer tot de invasie van 1717. Rond 1879 stuurde Rusland expedities om het oude kanaal nauwkeurig te onderzoeken. De Russische generaal Aleksandr Gloechovski schreef in 1893 dat de Amu Darja tot de 9e eeuw na Christus via de Oezboj in de Kaspische Zee leek te stromen, en opnieuw tussen ongeveer 1220 en 1575. Gloechovski dacht dat een rivieromleiding mogelijk zou zijn. Ofwel zou het Sarygamysj-meer opnieuw gevuld kunnen worden, wat ongeveer vijftien jaar zou duren, ofwel zou een oude rivierbedding schoongemaakt kunnen worden, waardoor een kanaal zou ontstaan dat de Sarygamysj-depressie zou vermijden. De Oezboj zou op verschillende plaatsen zandvrij moeten worden gemaakt en er zouden enkele dammen nodig zijn. Het hele project zou tussen de 15 en 27 miljoen roebel kosten.
Begin jaren vijftig werd een poging gedaan om dit te realiseren. Rond 1950-1953 begonnen de bouwwerkzaamheden voor de aanleg van een groot irrigatiekanaal, ruwweg langs de rivierbedding van de voormalige Oezboj. Het project werd echter kort na de dood van Jozef Stalin in 1953 stopgezet. Later werd langs een geheel andere, veel zuidelijkere route het Karakumkanaal aangelegd.

## Diversen
- Uzboi Vallis op Mars is vernoemd naar deze rivier

- Gemeinsame Normdatei: 4215409-1
- Virtual International Authority File: 315136005